# Paullinia macrophylla
Paullinia macrophylla är en kinesträdsväxtart som beskrevs av Carl Sigismund Kunth. Paullinia macrophylla ingår i släktet Paullinia och familjen kinesträdsväxter. Inga underarter finns listade i Catalogue of Life.